# El Villar de Arnedo
El Villar de Arnedo è un comune spagnolo di 705 abitanti situato nella comunità autonoma di La Rioja.